# Битва під Очаковом (1788)
Битва під Очаковом у 1788 році — військові дії Чорноморського флоту Російської імперії та Чорноморської козацької флотилії з метою захоплення османського порту Очакова в ході російсько-турецької війни (1787—1792 років). Битва закінчилася перемогою російського флоту.

## Передумови
Внаслідок російсько-турецької війни 1768—1774 рр. та підписання Кючук-Кайнарджийського мирного договору Кримське ханство де-юре ставало незалежним, де-факто перейшло під контроль Російської імперії. У 1783 році Катерина ІІ видала указ про анексію Криму Російською імперією. Османська імперія, що втратила землі в Північному Причорномор'ї, була зацікавлена у поверненні втрачених земель. До того ж, Королівство Великої Британії, Франція та Королівство Пруссія, що підтримували Османську імперію, також виступали проти посилення Росії в Північному Причорномор'ї та на Кавказі. Російська імперія, навпаки, прагнула посилити свою владу в цих регіонах. Виходячи з цього, у 1787 році Османська імперія оголосила Росії, яку підтримувала Австрія, війну.
У російсько-турецькій війні 1787—1792 рр. Росію підтримували козацькі війська.
У 1787 році Російська імперія розгорнула війну на двох фронтах — на Півдні України та на Закавказзі. Росіянам вдалося оволодіти Кінбурном та Херсоном.
У першій половині 1788 року російський флот дістався Очакова. 20-25 травня відбувся бій у Бузькому лимані між османським та російсько-козацьким флотами. В ході бою османи заблокували росіянам та козакам вихід до Чорного моря з лиману. Тоді Чорноморський флот звернув на Кінбурн.

## Хід битви
Вранці 17 червня бій під Очаковом повторився. У цю ніч обидві сторони вирішили атакувати один одного. Російським флотом керували Джон Поль Джонс, Карл Генріх Нассау-Зіген та інші. Османським флотом у розмірі 10 кораблів, 6 фрегатів і 44 веслових човнів керував Джезаїрлі Ґазі Гасан-паша. У тому, що сталося зустрічному бою, взяли безпосередню участь і парусні кораблі, обмежені місцем в порівняно вузькій протоці. Османи знову були розбиті й безладно відступили, втративши 2 лінійні кораблі.
Османи були настільки пригнічені дворазовою невдачею, що в ту ж ніч на 18 червня вирішили залишити Очаків. Вийшовши з настанням темряви з фортеці, вони намагалися проскочити повз Кінбурна, але були помічені зі зведених на мисі гарматних батарей, які відкрили сильний вогонь. Османські судна збилися в купу і стали сідати на мілину. До цього часу приплила флотилія Нассау-Зігена та довершила поразку османського флоту, який втратив 5 лінійних кораблів, 2 фрегати, 2 шебеки, 1 бомбардирський корабель і 1 галеру; 1 лінійний корабель з 50 гарматами був захоплений. Османи втратили убитими і пораненими близько 6 тисяч осіб, полоненими — близько 1800 осіб. Втрати росіян були незначні: 67 убитими і 18 пораненими. Втрати Чорноморської козацької флотилії натомість були доволі великими: загинуло 18 козаків, в полон потрапило 235 козаків. Було смертельно поранено й кошового отамана Сидора Білого. Велика частина османського вітрильного флоту втекла до Чорного моря. Веслові човни, відрізані від Кінбурна, повернулися до Очакова. Спроба Ескі-Гасана виручити їх, зроблена 22 червня, не вдалася: його флот відступив перед вогнем кінбурнських батарей.

## Результати битви
В результаті битви російсько-козацький флот здобув перемогу над османами. Останні були змушені відступити у Чорне море. Також вони втратили убитими, пораненими та полоненими близько 7800 осіб. Російський флот втратив убитими й пораненими 85 осіб. Козаки ж втратили 18 осіб убитими та 235 полоненими.
Внаслідок битви Очаків не перейшов у володіння Російської імперії. Його вдалося захопити тільки у грудні 1788 року внаслідок штурму.